# Acomys louisae
Acomys louisae  (Thomas, 1896) è un roditore della famiglia dei Muridi diffuso nell'Africa orientale.

## Etimologia
La specie è stata dedicata alla moglie di E.Lort Phillips, il naturalista britannico che nel 1895 ne catturò l'olotipo vicino a Berbera, in Somalia.

## Descrizione

### Dimensioni
Roditore di piccole dimensioni, con la lunghezza della testa e del corpo tra 79 e 95 mm, la lunghezza della coda tra 86 e 104 mm, la lunghezza del piede di 16,1 mm e la lunghezza delle orecchie tra 12 e 15 mm.

### Aspetto
La pelliccia è particolarmente spinosa sul dorso, le parti dorsali sono rossastre, giallo-brunastre o bruno-grigiastre, nella sottospecie A.l.umbratus, le parti ventrali sono bianche. La linea di demarcazione lungo i fianchi è netta. Il muso è appuntito. Le orecchie sono scure, cosparse i alcuni corti peli biancastri sulla superficie interna e talvolta è presente una macchia bianca alla base posteriore. Gli arti e le zampe sono bianchi. La coda è leggermente più lunga della testa e del corpo, è bruno-grigiastra sopra e bianca sotto oppure completamente bianca nella sottospecie A.l.louisae. È l'unico rappresentante del sottogenere Peracomys in virtù della presenza sul primo e talvolta sul secondo molare superiore di un'ulteriore settima cuspide.

## Biologia

### Comportamento
È una specie terricola.

### Alimentazione
Si nutre di insetti.

## Distribuzione e habitat
Questa specie è diffusa a Gibuti ed in Somalia fino al Kenya nord-orientale.
Vive nelle savane aride a circa 1.500 metri di altitudine, sebbene nella parte settentrionale dell'areale si trovi anche nelle praterie di erba bassa.

## Tassonomia
Sono state riconosciute 2 sottospecie:
- A.l.louisae: Piana di Henweina, 40 km a sud di Berbera;
- A.l.umbratus (Thomas, 1923): Monti Golis, nella Somalia settentrionale.

## Conservazione
La IUCN Red List, considerato il vasto areale e la popolazione numerosa, classifica A.louisae come specie a rischio minimo (Least Concern).